# Hmong

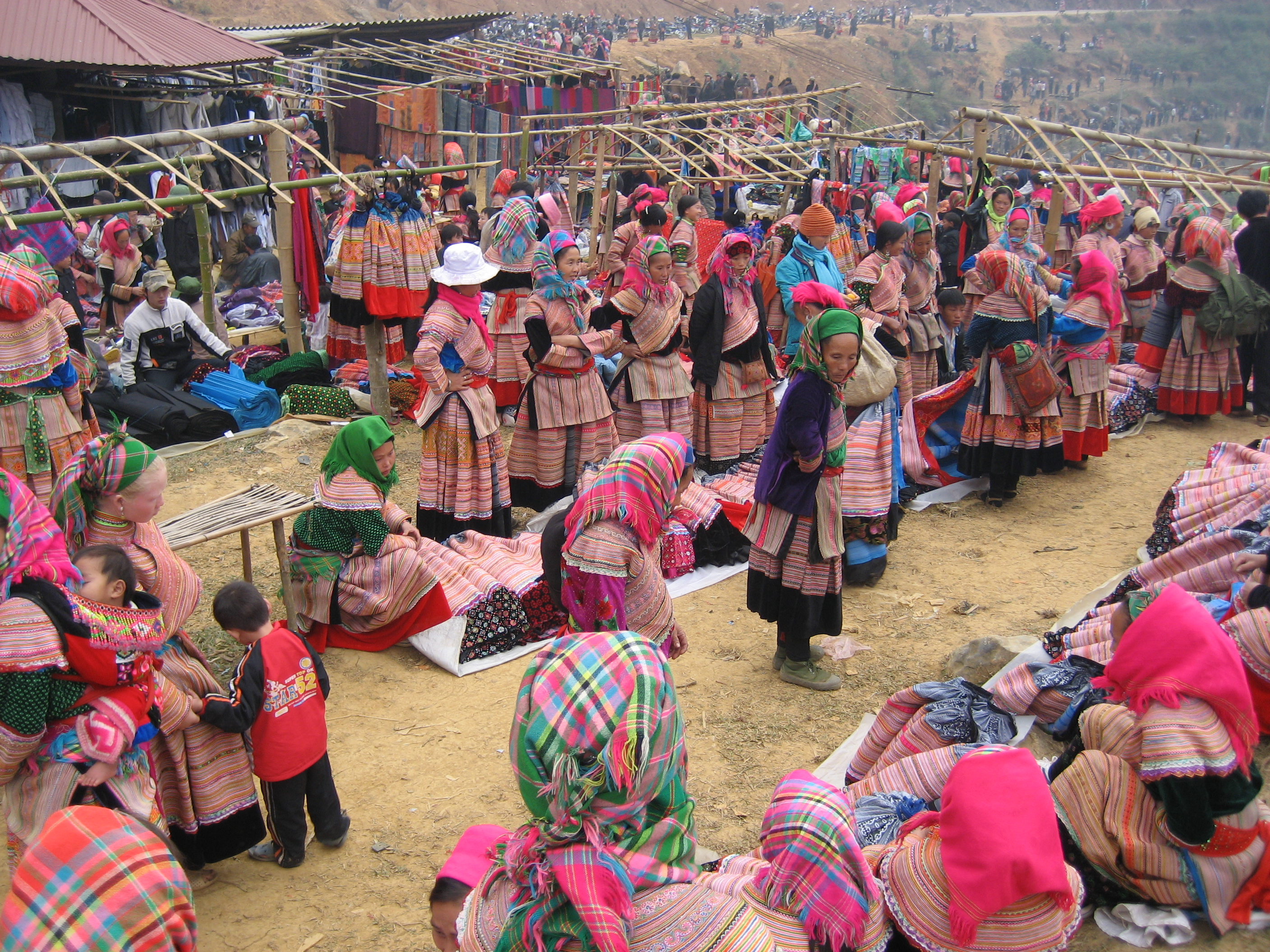
Kobiety ludu Hmong z północnego Wietnamu

Hmong (wym. m̥ɔ̃ŋ) lub Mong (mɔ̃ŋ) – liczna grupa etniczna zamieszkująca górzyste regiony Azji Południowo-Wschodniej, posługująca się językiem hmong. W południowych Chinach, gdzie mieszka ich około 3 mln, stanowią najliczniejszy odłam ludu Miao. W innych krajach żyje łącznie około 1,7 miliona Hmongów: w Wietnamie – 790 tys., w Laosie – 450 tys., w Tajlandii – 150 tys., a poza Azją w Stanach Zjednoczonych (275 tys.), we Francji (16 tys.) i innych krajach świata. 
Od początków XVIII wieku Hmongowie z wolna przesuwali się na południe, głównie z uwagi na niepokoje w środkowych Chinach i w poszukiwaniu zdatniejszych pod uprawy terenów. W czasach dzisiejszych Hmongowie zamieszkują górzyste regiony północnej części Półwyspu Indochińskiego, przede wszystkim w Wietnamie, Laosie i Tajlandii. 
W Laosie w drugiej połowie XX wieku Hmongowie, współdziałając z armią Królestwa Laosu i CIA, zwalczali komunistyczną partyzantkę Pathet Lao. Gdy w 1975 roku Pathet Lao przechwyciła władzę, Hmongowie poddani zostali surowym represjom, w związku z czym dziesiątki tysięcy szukało schronienia za granicą, głównie w Tajlandii. Pod koniec lat siedemdziesiątych zaczęto osiedlać tych uchodźców w krajach zachodnich, przede wszystkim w Stanach Zjednoczonych, a część powróciła – na bazie programu repatriacyjnego ONZ – do Laosu. Około 8 tys. Hmongów nadal pozostaje w Tajlandii.
W 1949 roku lud Miao został uznany za jedną z 55 mniejszości uznawanych przez władze Chin. Miaosi zamieszkują głównie w południowych Chinach, w prowincjach: Kuejczou, Hunan, Junnan, Syczuan, Kuangsi, Hajnan, Guangdong, Hubei. Według spisu powszechnego z 2000 roku liczba Miaosów w Chinach wynosi około 9,6 miliona. Liczba ta obejmuje lud Hmongów, jak również inne, kulturalnie i lingwistycznie spokrewnione grupy etniczne nie uznające się za Hmongów – Hmu, Kho (Qho) Xiong i A Hmao. Jednakże Biali Miaosi (Bai Miao) i Zieloni Miaosi (Qing Miao) należą do grup etnicznych Hmong/Mong. 
W Indochinach sąsiedzi nazywają Hmongów różnie: Wietnamczycy – Mèo lub H’Mông; Tajowie – แม้ว (Maew) bądź ม้ง (Mong); Birmańczycy – mun lu-myo. Wielu Hmongów uważa określenie „Mèo”, jak również jego odmiany, za wysoce obraźliwe. 
Ponieważ Hmongowie zamieszkiwali głównie w górzystych regionach Półwyspu Indochińskiego francuscy kolonizatorzy nazywali ich Montagnards, czyli „góralami”, nie należy jednak utożsamiać ich z ludem Degarów z Wietnamu, których również określano mianem Montagnards.

## Podział plemienny
Dwie największe podgrupy ludu Hmongów nazywają same siebie „Białymi Hmongami” (Hmong Der) i „Zielonymi” lub „Niebieskimi Mongami” (Mong Leng). W alfabecie łacińskim, przyjętym w Laosie w latach pięćdziesiątych XX wieku, nazwy te zapisuje się jako Hmoob Dawb (Biali Hmongowie) i Moob Leeg (Zieloni Mongowie). Inne grupy ludu Hmong/Mong to Czarni Hmongowie (Hmoob Dub), Pręgowani Hmongowie (Hmoob Txaij/Hmoob Quas Npab), Hmong Shi, Hmong Pe, Hmong Pua i Hmong Xau.

## Geografia

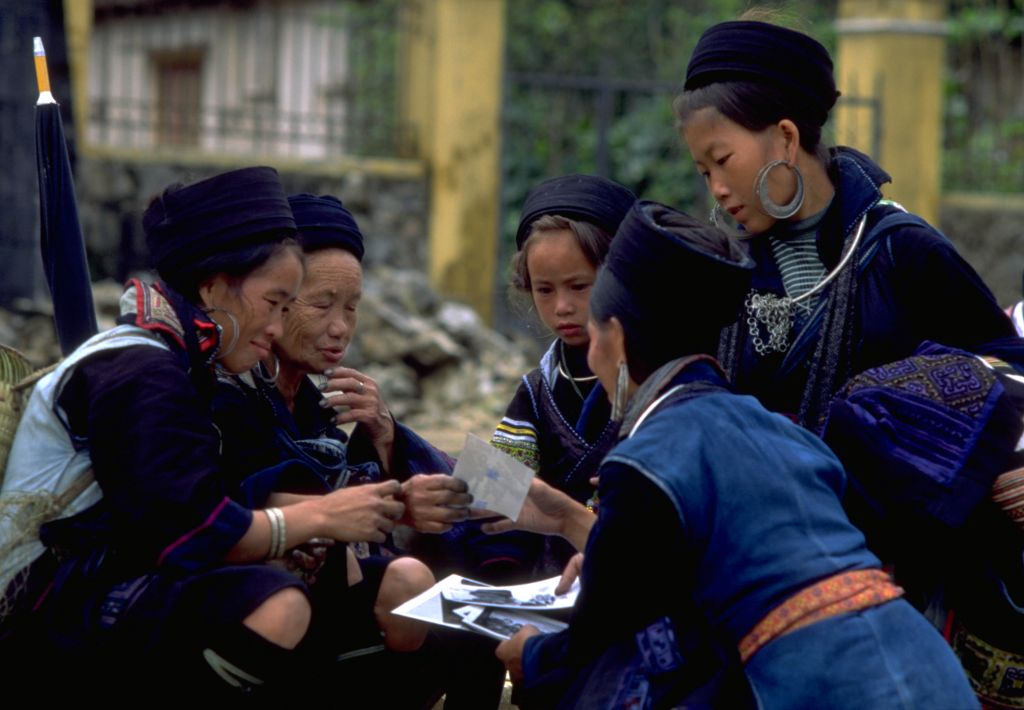
Kobiety Czarnych Hmongów w Wietnamie

Chociaż w Chinach zamieszkuje najliczniejsza populacja Hmongów, ich dokładną liczbę trudno określić. Według spisu ludności z roku 1990 spośród 7,4 miliona ludności Miao, 5,4 miliona zostało odnotowanych jako mówiących językiem Miao, z czego około 2 miliony używały dialektu Hmong. Obecnie szacuje się, że języka Hmong używa około 2,8 miliona osób.
Liczby dla Indochin są dokładniejsze: 
- Wietnam (1999): 787 600
- Laos (2005): 450 000
- Tajlandia: 150 000

Niewielka populacja Hmongów mieszka również w Birmie, ale brak danych liczbowych.
Poza Azją najwięcej Hmongów zamieszkuje w Stanach Zjednoczonych. Spis powszechny z 2000 roku wykazał 186 310 osób uważających się za Hmongów lub będących takiego pochodzenia. Liczba ta była krytykowana za poważne zaniżenie liczebności populacji, której wielkość szacuje się na 250–300 tysięcy. 
Inne kraje o znaczącej populacji Hmongów to:
- Francja: 15 000
- Australia: 2000
- Gujana Francuska: 1500
- Kanada i Argentyna: 600

W USA stanami o największej koncentracji populacji Hmongów są Kalifornia, Minnesota, Rhode Island, Wisconsin, Michigan i Karolina Północna.

## Historia

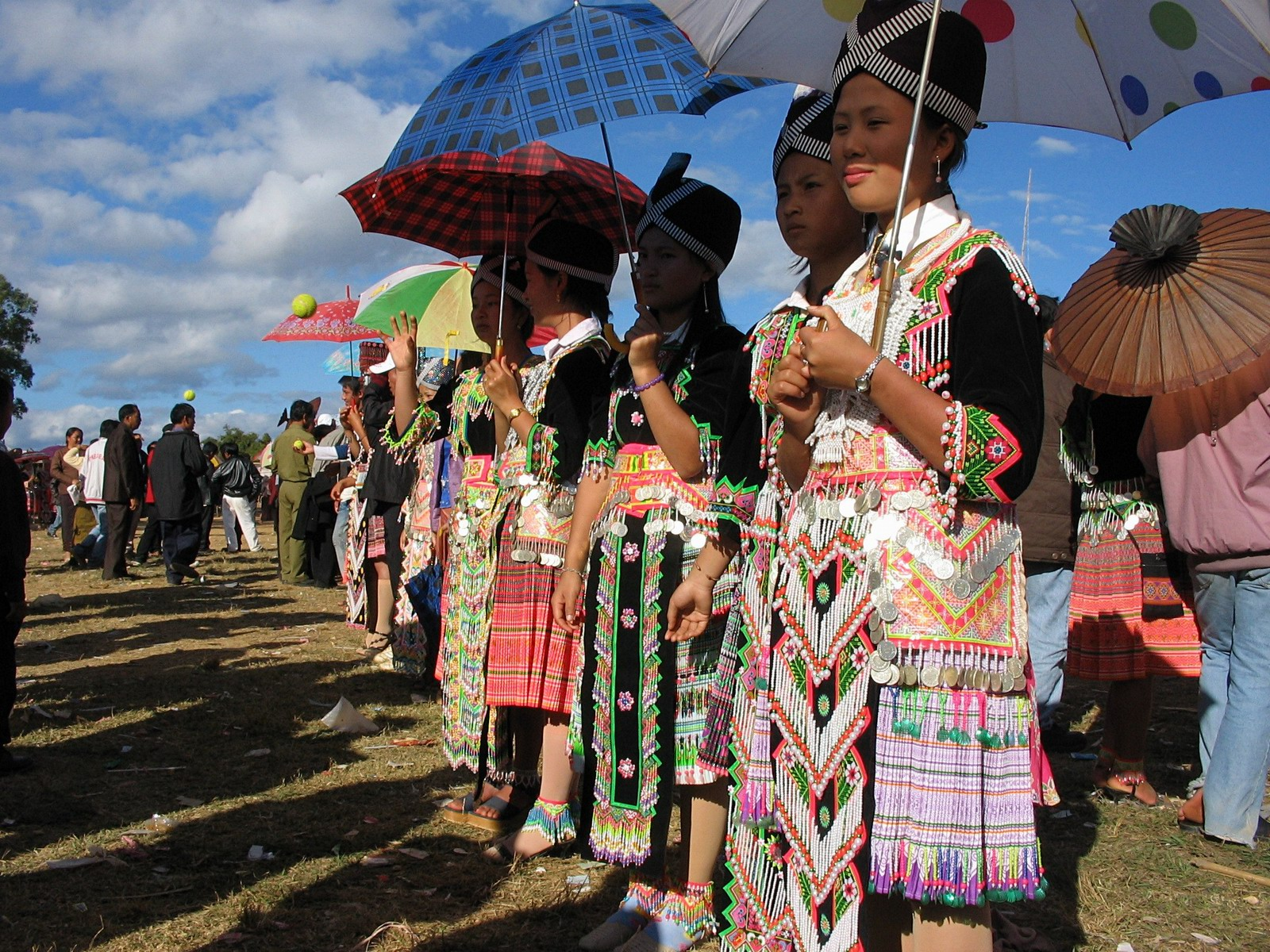
Dziewczęta Hmong podczas rytuału pov pob

Prześledzenie pochodzenia ludu Hmong natrafia na ogromne trudności, ale teorie wywodzące ich z Mezopotamii, Syberii czy Mongolii zostały ostatnio odrzucone przez badaczy, którzy uznali, iż istnieją wystarczające dowody lingwistyczne na zamieszkiwanie Hmongów w tym samym rejonie południowych Chin od co najmniej 2000 lat. Historyczne dokumenty chińskie dowodzą, że obszar ten był zamieszkany przez lud Miao, z którym Hmongowie są często utożsamiani.
Nie należy jednakże stawiać znaku równości pomiędzy dziejami Miaosów a dziejami Hmongów. Chociaż bowiem termin Miao jest dziś używany przez władze chińskie dla określenia etnicznie i językowo spokrewnionych ludów (jak Hmong, Hmu, Kho Xiong i A Hmao), w przeszłości nie było to tak oczywiste. W historycznych zapiskach chińskich terminu tego używano w odniesieniu do wielu różnych grup etnicznych, uważanych za mało znaczące w porównaniu do Han, w tym także takich, które z Hmongami nie miały zupełnie nic wspólnego. Christian Culas i Jean Michaud zauważyli: W tych wszystkich dawnych zapiskach, aż do połowy XIX stulecia, widać nieustanne zamieszanie co do dokładności określenia grup ludności określanych terminem Miao. Musimy być więc ostrożni, z całym szacunkiem do historycznej wartości (tych zapisków), względem jakichkolwiek wczesnych powiązań.
Konflikty pomiędzy Miaosami a nowo przybywającymi na te tereny osadnikami, nasiliły się w XVIII wieku pod wpływem represyjnych ekonomicznych i kulturalnych reform wprowadzanych przez dynastię Qing. Doprowadziło to do starć zbrojnych i masowej wędrówki ludności; trwało to do końca XIX wieku i w rezultacie większość Hmongów wyemigrowała do Indochin. Migracja ta zaczęła się jednak wcześniej – pod koniec XVII wieku – kiedy to niewielkie grupy Hmongów zaczęły zapuszczać się dalej na południe w poszukiwaniu lepszych ziem pod uprawę.
Pomiędzy lipcem 1919 a marcem 1921 roku Hmongowie w Indochinach Francuskich powstali przeciwko władzom kolonialnym. Francuzi nazywali ten wybuch „wojną szaleńców” (fr. La Guerre des Fous), zaś Hmongowie – Rog Paj Cai (od nazwiska przywódcy Paj Cai, lub też wojną o lepsze prawa).

### Laos

#### Tajna wojna

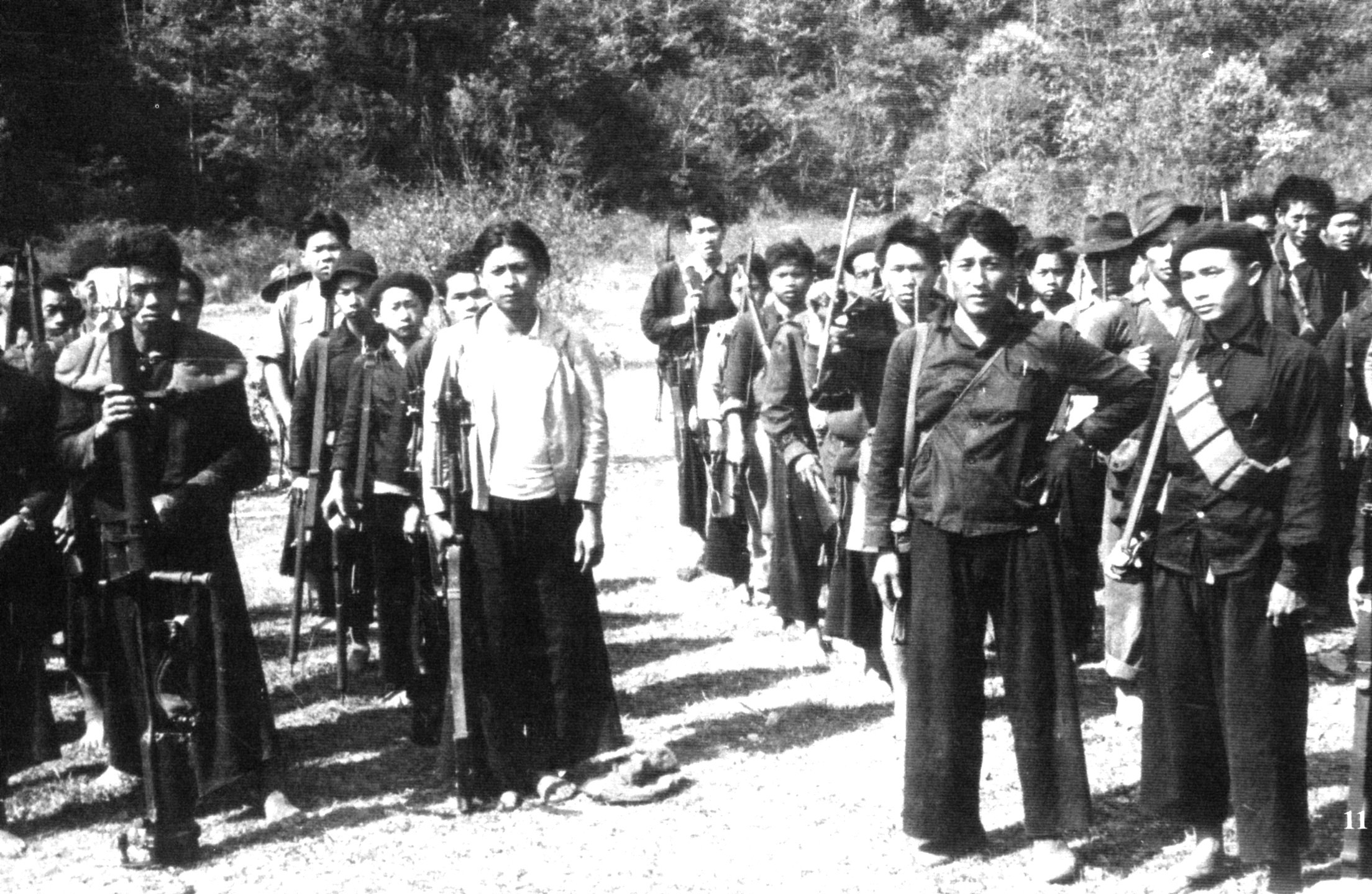
Jedna z kompanii Specjalnego Oddziału Partyzanckiego (SGU) w 1965 roku

W początkach lat sześćdziesiątych XX wieku Centralna Agencja Wywiadowcza zaczęła werbować laotańskich Hmongów do udziału w wojnie wietnamskiej w szeregach Specjalnego Oddziału Partyzanckiego (SGU) pod dowództwem generała Vang Pao. Około 60% Hmongów-mężczyzn było opłacanych przez CIA za uczestniczenie w „tajnej wojnie”. CIA używało SGU do przeciwdziałania siłom komunistycznej Ludowej Armii Wietnamu (LAW) na szlaku Ho Chi Minha, głównej militarnej drogi zaopatrzeniowej z północy na południe przez terytorium Laosu. Partyzanci Hmong ryzykowali życiem, walcząc dla Stanów Zjednoczonych, starając się przecinać linie nieprzyjacielskiej komunikacji i ratując strąconych amerykańskich pilotów. W wyniku tych walk Hmongowie ponieśli wysokie straty: ponad 40 tysięcy Hmongów zginęło, niezliczoną liczbę uznano za zaginionych, tysiące dalszych zostało rannych i na całe życie okaleczonych. 
Generał Vang Pao dowodził obroną Regionu II (MR2) przeciw siłom LAW ze swej kwatery w bazie Long Tieng (Long Cheng), znanej także jako Lima Site 20 Alternate (LS 20A). W szczytowym okresie działania LS 20A Long Tieng stało się drugim co do wielkości miastem Laosu. Miało własny bank, lotnisko, zespół szkół, urzędy regionalne oraz wiele innych urzędów i służb towarzyszącym organizacji wojskowej. Przed zakończeniem „tajnej wojny” gen. Vang Po utracił kontrolę nad Long Tieng, które ostatecznie padło ofiarą nieprzyjaciela. 
Po ostatecznym wycofaniu się sił amerykańskich z Wietnamu w 1975 roku laotańskie królestwo zostało obalone przez komunistów, a Hmongowie stali się celem działań odwetowych i prześladowań. Podczas gdy część populacji Hmongów wróciła do swych wiosek z zamiarem ułożenia sobie życia pod panowaniem nowej władzy, tysiące innych szukało ratunku w ucieczce przez graniczną rzekę Mekong do Tajlandii, często pod ogniem. Tak rozpoczął się masowy eksodus Hmongów z Laosu. Ci, którym ucieczka się powiodła, byli w Tajlandii przetrzymywani latami w zarządzanych przez ONZ obozach dla uchodźców. Niemal w 20 lat później, w latach dziewięćdziesiątych XX wieku, podjęto międzynarodową debatę mającą zadecydować, czy Hmongowie powinni wrócić do Laosu, czy też – ze względu na to, że byli w tym kraju prześladowani – uzyskać prawa imigranckie w USA i innych krajach zachodnich. Ostatecznie przyznano im status uchodźców.

#### Ruch oporu Hmongów
Spośród tych Hmongów, którzy nie uciekli z Laosu, od dwóch do trzech tysięcy zostało deportowanych do tzw. obozów reedukacyjnych, gdzie więźniów politycznych przetrzymywano przez okres 3–5 lat. Wielu Hmongów – zmuszanych do pracy ponad siły i będących ofiarami prześladowań – nie przeżyło okresu uwięzienia w obozach. Tysiące innych, zwłaszcza żołnierzy, którzy zawierzyli CIA, a także ich rodziny, uciekli w odległe regiony górskie – jak np. masyw Phou Bia, najwyższe (a tym samym najmniej dostępne) pasmo górskie w Laosie. Część Hmongów chciała w ukryciu przeczekać najtrudniejszy okres, ale byli i tacy, którzy chcieli nadal walczyć przeciwko Pathet Lao i wojskom wietnamskim. Duchowy przywódca Hmongów, Zong Zoua Her, stworzył siły ruchu oporu zwane Chao Fa. Po początkowych sukcesach tych nielicznych oddziałów nastąpiło kontruderzenie komunistycznych wojsk rządowych, w tym bombardowania dywanowe, ciężki ostrzał artyleryjski, jak również użycie defoliantów i broni chemicznej. Schwytani bojownicy byli torturowani i zabijani, a ich żony lub narzeczone wielokrotnie gwałcone. 
Przez cały czas trwania wojny wietnamskiej i przez następne dwadzieścia lat rząd USA utrzymywał, że „tajna wojna” nie istniała i że Stany Zjednoczone nie były zamieszane w żadne operacje powietrzne lub naziemne w Laosie. Dopiero w końcu lat dziewięćdziesiątych, pod naciskiem organizacji zrzeszających weteranów, administracja Billa Clintona przyznała, że Amerykanie brali udział w działaniach w Laosie i uznała, że Hmongom w Tajlandii należy się przyznanie praw uchodźczych. Jednocześnie uhonorowano Amerykanów i Hmongów – weteranów tej zapomnianej wojny. 15 maja 1997 roku rząd Stanów Zjednoczonych zdecydował się wznieść pomnik tej wojny na Cmentarzu w Arlington.

## Kultura
- znaczenie klanów
- szamani
- rytuał pov pob